# Lijst van Duitse tankcommandanten en -schutters in de Tweede Wereldoorlog
De volgende lijst bevat de namen van Duitse tankcommandanten en -schutters uit de Tweede Wereldoorlog die grote aantallen geallieerde tanks onschadelijk maakten. De lijst is gesorteerd op het aantal verwoeste of uitgeschakelde voertuigen.
| Naam                  | Rang                          | Uitgeschakelde voertuigen | Eenheid | Afbeelding |
| --------------------- | ----------------------------- | ------------------------- | --- | ---------- |
| Kurt Knispel          | Feldwebel                     | 168 (126 als schutter)    | Schwere Panzer-Abteilung 503                                                                                   |            |
| Martin Schroif        | Untersturmführer              | 161                       | Schwere SS-Panzer-Abteilung 102                                                                                |            |
| Otto Carius           | Oberleutnant der Reserve      | 150+                      | Schwere Panzer-Abteilung 502                                                                                   |            |
| Johannes Bölter       | Hauptmann                     | 139–144                   | Schwere Panzer-Abteilung 502                                                                                   |            |
| Michael Wittmann      | Hauptsturmführer              | 138                       | Schwere SS-Panzer-Abteilung 101                                                                                |            |
| Walter Kniep          | Sturmbannführer               | 129                       | 17. SS-Panzergrenadier-Division Götz von Berlichingen                                                          |            |
| Karl Körner           | Hauptscharführer              | 102                       | Schwere SS-Panzer-Abteilung 503                                                                                |            |
| Balthasar Woll        | Oberscharführer               | 100+ (81 als schutter)    | Schwere SS-Panzer-Abteilung 101                                                                                |            |
| Paul Egger            | Obersturmführer               | 113                       | Schwere SS-Panzer-Abteilung 502                                                                                |            |
| Hans Sandrock         | Major                         | 100+ ? (123 Pz en AFV)    | Fsch Pz Rgt "HG"/SS-Pz Rgt.12                                                                                  |            |
| Helmut Wendorff       | Obersturmführer               | 84                        | Schwere SS-Panzer-Abteilung 101                                                                                |            |
| Ernst Barkmann        | Oberscharführer               | 82+                       | SS-Panzerregiment 2                                                                                            |            |
| Franz Bäke            | Oberst                        | 79                        | s.PzAbt.503/PzBrig.106                                                                                         |            |
| Hermann Bix           | Oberfeldwebel                 | 75+                       | Panzerregiment 35                                                                                              |            |
| Hans Strippel         | Leutnant                      | 70                        | 3./Panzerregiment 1 1st Panzer-Division                                                                        |            |
| Emil Seibold          | Hauptscharführer              | 69                        | SS-Panzerregiment 2                                                                                            |            |
| Hugo Primozic         | Oberleutnant                  | 68                        | Sturmgeschütz-Abteilung 667                                                                                    |            |
| Karl Brommann         | Untersturmführer              | 66                        | Schwere SS-Panzer-Abteilung 503                                                                                |            |
| Josef Brandner        | Major                         | 61                        | Sturmgeschütz-Brigade 912                                                                                      |            |
| Hans-Babo von Rohr    | Oberleutnant der Reserve      | 58                        | Panzer-Regiment 25                                                                                             |            |
| Heinz Kling           | Sturmbannführer               | 51+                       | Schwere SS-Panzer-Abteilung 101                                                                                |            |
| Johann Müller         | Oberfeldwebel                 | 50                        | Schwere Panzer-Abteilung 502                                                                                   |            |
| Josef Dallmeier       | Oberleutnant                  | 50                        | Panzerjäger-Kompanie 1183                                                                                      |            |
| Walter Feibig         | Wachtmeister                  | 50+                       | Sturmgeschütz-Brigade 301                                                                                      |            |
| Horst Krönke          | Leutnant                      | 50                        | s.Pz.Abt. 503 & 505                                                                                            |            |
| Heinz Kramer          |                               | 50+                       | Schwere Panzer-Abteilung 502                                                                                   |            |
| Alfredo Carpaneto     | Unter-Offizier                | 50+                       | Schwere Panzer-Abteilung 502                                                                                   |            |
| Paul Senghas          | Hauptsturmführer              | 49                        | SS-Panzerregiment 5                                                                                            |            |
| Wolfgang von Bostell  | Oberleutnant                  | 48                        | Panzerjäger-Sturmgeschütz-Kompanie 1023 Panzerjäger-Abteilung 205                                              |            |
| Jürgen Brandt         | Oberscharführer               | 47                        | Schwere SS-Panzer-Abteilung 101                                                                                |            |
| Heinz Deutsch         | Oberleutnant der Reserve      | 44                        | Fallschirm-Sturmgeschütz-Brigade 12                                                                            |            |
| Alois Kalss           | Hauptsturmführer              | 42+ (42 in juli '44)      | Schwere SS-Panzer-Abteilung 502                                                                                |            |
| Fritz Amling          | Oberwachtmeister              | 42+                       | Sturmgeschütz-Brigade 202                                                                                      |            |
| Heinz Scharf          | Fahnenjunker-Oberwachtmeister | 40+                       | Sturmgeschütz-Brigade 202                                                                                      |            |
| Walter Oberloskamp    | Oberleutnant der Reserve      | 40+                       | Sturmgeschütz-Brigade 667                                                                                      |            |
| Fritz Tadje           | Hauptmann                     | 39                        | Sturmgeschütz-Brigade 190#Sturmgeschütz-Abteilung 190                                                          |            |
| Rudolf Roy            | Oberscharführer               | 37                        | SS-Panzerjäger-Abteilung 12                                                                                    |            |
| Gottwald Stier        | Wachtmeister                  | 30+                       | Sturmgeschütz-Brigade 667                                                                                      |            |
| Richard Schram        | Oberwachtmeister              | 30                        | Sturmgeschütz-Brigade 202                                                                                      |            |
| Kurt Sametreiter      | Oberscharführer               | 24                        | 3.(schw.)/SS-PzJägAbt 1 "LSSAH"                                                                                |            |
| Felix Adamowitsch     | Hauptmann                     | 23                        | Sturmgeschütz-Brigade 904                                                                                      |            |
| Franz Staudegger      | Oberscharführer               | 22+                       | Schwere SS-Panzer-Abteilung 101                                                                                |            |
| Rudolf von Ribbentrop | Hauptsturmführer              | 14                        | SS-Panzer-Regiment 12 1. SS-Panzer-Division Leibstandarte-SS Adolf Hitler, 12. SS-Panzer-Division Hitlerjugend |            |